# Psychotria moseskemei
Psychotria moseskemei är en måreväxtart som beskrevs av Martin Roy Cheek. Psychotria moseskemei ingår i släktet Psychotria och familjen måreväxter. Inga underarter finns listade i Catalogue of Life.